# Stan Dziedzic
Stanley Joseph „Stan” Dziedzic, Jr. (ur. 5 kwietnia 1949 w Allentown) – amerykański zapaśnik walczący w stylu wolnym.

## Kariera sportowa
Brązowy medalista olimpijski z Montrealu 1976 w wadze do 74 kg. Mistrz świata z 1977; piąty w 1974, a w 1973 odpadł w eliminacjach. Pierwszy w Pucharze Świata w 1975 i 1977, a trzeci w 1973 roku.
Zawodnik William Allen High School w Allentown i Slippery Rock University of Pennsylvania. Sześć razy All American (1970–1972). Pierwszy w NCAA Division I w 1971; drugi w 1972 i trzeci w 1970. Pierwszy w 1970, 1971 i 1972 w NCAA Division II i Outstanding Wrestler w 1971 roku.